# Andrzej Iwan
Andrzej Iwan (Krakkó, 1959. november 21. – Krakkó, 2022. december 27.) világbajnoki bronzérmes lengyel válogatott labdarúgó.
A lengyel válogatott tagjaként részt vett az 1978-as és az 1982-es világbajnokságon.

## Sikerei, díjai
Wisła Kraków
- Lengyel bajnok (1): 1977–78

Górnik Zabrze
- Lengyel bajnok (3): 1985–86, 1986–87, 1987–88

Lengyelország
- Világbajnoki bronzérmes (1): 1982